# Nothing Really Matters
"Nothing Really Matters" är en låt framförd av den amerikanska popartisten Madonna. Den släpptes 2 mars 1999 som den femte och sista singeln från hennes sjunde studioalbum Ray of Light (1998). Låten skrevs av Madonna och Patrick Leonard medan produktionen sköttes av Madonna, William Orbit och Marius de Vries. I låten skildrar Madonna sin kreativa process som andra har sågat och kritiserat. Inspirationen kommer enligt Madonnas från dottern Lourdes Leon. Låten går stilmässigt under dance med element från ambient och techno.
Videon till låten regisserades av svenske Johan Renck. Flera scener i den är filmade i det bergrum under Kungliga Tekniska högskolan som tidigare hyste R1, Sveriges första kärnreaktor.